# توم شو (قسيس)
توم شو (بالإنجليزية: M. Thomas Shaw)‏ هو قسيس أمريكي، ولد في 28 أغسطس 1945 في باتل كريك في الولايات المتحدة، وتوفي في 17 أكتوبر 2014 في ويست نيوبري ‏ في الولايات المتحدة.